# Лепенис, Вольф
Вольф Лепенис (нем. Wolf Lepenies, 11 января 1941, Алленштайн, Восточная Пруссия, ныне Польша) — немецкий социолог.

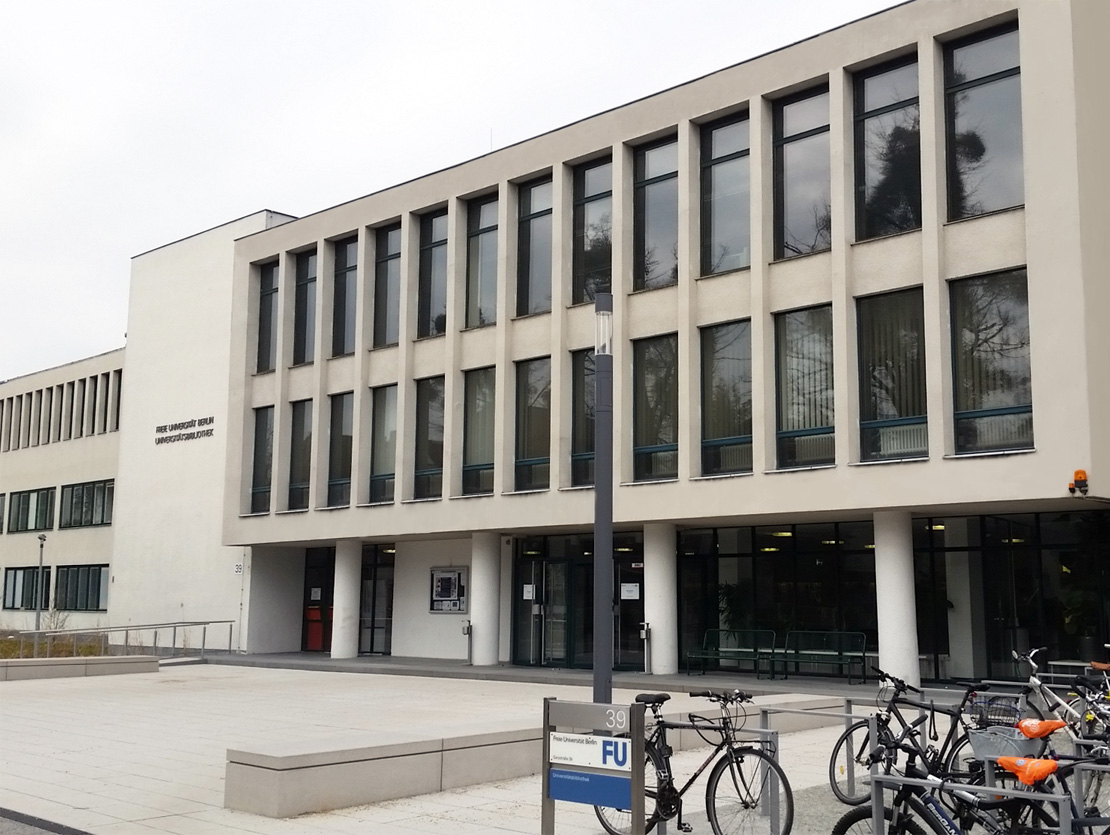
Библиотека Свободного университета Берлина

## Биография
После Второй мировой войны семья переехала в Кобленц. Изучал философию и социологию в университете Мюнстера. В 1970 защитил диссертацию в Свободном университете Берлина. Преподавал в Париже, Принстоне. С 1984 в Свободном университете Берлина. С 2006 — почётный профессор.

## Труды
Области научного интереса Лепениса — социология знания, социология и антропология культуры, история социологии. Его тема — становление современной (модерной) эпохи, выраженное в появлении слоя интеллектуалов, формировании института литературы, корпуса социальных наук, исторического подхода в гуманитарных дисциплинах, понятий культура, природа, история.

## Основные публикации
- Melancholie und Gesellschaft (1969)
- Orte des wilden Denkens. Zur Anthropologie von Claude Levi-Strauss (1970, в соавторстве с Х. Х. Риттером)
- Kritik der Anthropologie; Marx und Freud, Gehlen und Habermas; über Aggression (1971)
- Soziologische Anthropologie. Materialien (1971)
- Das Ende der Naturgeschichte. Wandel kultureller Selbstverständlichkeiten (1976)
- Geschichte der Soziologie. Studien zur kognitiven, sozialen und historischen Identität einer Disziplin (1981)
- Die drei Kulturen. Soziologie zwischen Literatur und Wissenschaft (1985)
- Autoren und Wissenschaftler im 18. Jahrhundert. Linné — Buffon — Winckelmann — Georg Forster — Erasmus Darwin (1988)
- Gefährliche Wahlverwandtschaften. Essays zur Wissenschaftsgeschichte (1989)
- Folgen einer unerhörten Begebenheit. Die Deutschen nach der Vereinigung (1992)
- Aufstieg und Fall der Intellektuellen in Europa (1992)
- Sainte-Beuve. Auf der Schwelle zur Moderne (1997)
- Benimm und Erkenntnis (1997)
- Sozialwissenschaft und sozialer Wandel. Ein Erfahrungsbericht (1999)
- Kultur und Politik. Deutsche Geschichten (2006)
- The Seduction of Culture in German History (2006)
- Qu’est-ce qu’un intellectuel européen: les intellectuels et la politique de l’esprit dans l’histoire européenne (2007)
- Auguste Comte. Die Macht der Zeichen (2010)

## Признание
Офицер ордена Почётного легиона  (2004), командор шведского ордена Полярной звезды. Лауреат многочисленных национальных премий, включая Премию мира немецких книготорговцев (2006). Член Берлинской академии художеств.  Почётный доктор Сорбонны. Труды Лепениса переведены на английский, французский, итальянский языки.